# 阿什琳·哈里斯
阿什琳·哈里斯（英語：Ashlyn Harris，1985年10月19日—），美国女子足球运动员，司职守门员。她曾代表美国国家队参加2015年和2019年国际足联女子世界杯，两届比赛均获得冠军。